# پودا (سینیتسا)
پودا (به صربی: Poda) یک منطقهٔ مسکونی در صربستان است که در سینیتسا واقع شده‌است. پودا ۹٫۵۱ کیلومتر مربع مساحت و ۱۷ نفر جمعیت دارد.